# Temnorhynchus minor
Temnorhynchus minor är en skalbaggsart som beskrevs av Renaud Maurice Adrien Paulian 1946. Temnorhynchus minor ingår i släktet Temnorhynchus och familjen Dynastidae. Inga underarter finns listade i Catalogue of Life.